# 宇和島市立津島中学校
宇和島市立津島中学校（うわじましりつつしまちゅうがっこう）は、愛媛県宇和島市津島町にある公立中学校。

## 沿革

### 経緯
岩松中学校、北灘中学校、畑地中学校、南部中学校が統合して開校した。

### 年表
- 1968年4月1日 - 学校統合により津島町立津島中学校を開校。

## 行事
- 9月 体育祭
- 11月 文化祭
- 1月 校内マラソン大会

## 著名な出身者
- 熊坂光貴 - 柔道家